# Phelene
Phelene is een geslacht van rechtvleugeligen uit de familie doornsprinkhanen (Tetrigidae). De wetenschappelijke naam van dit geslacht is voor het eerst geldig gepubliceerd in 1906 door Bolívar.

## Soorten
Het geslacht Phelene  is monotypisch en omvat slechts de volgende soort:
- Phelene turgida (Bolívar, 1887)